# Museo archeologico

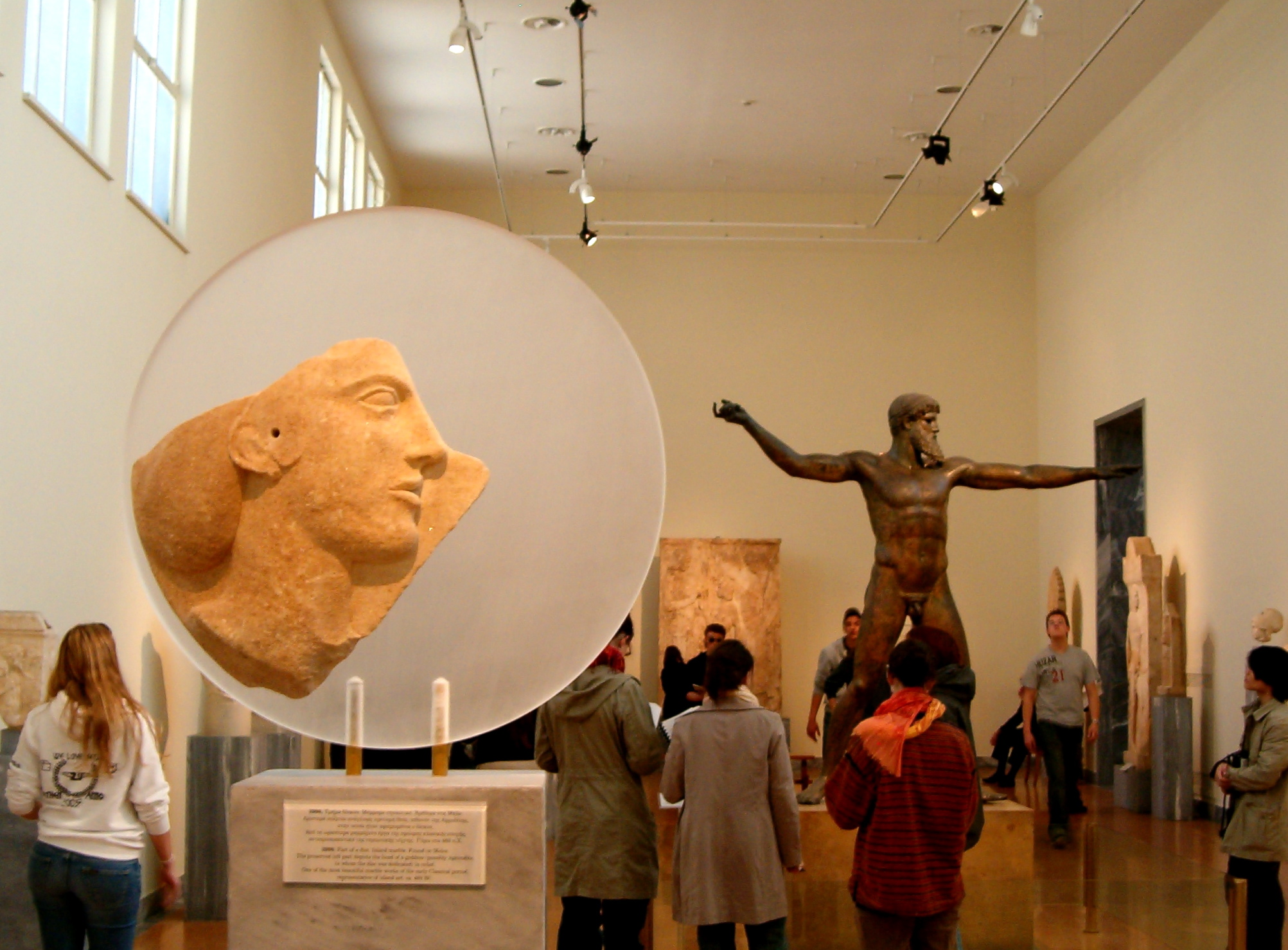
Una sala del Museo archeologico di Atene

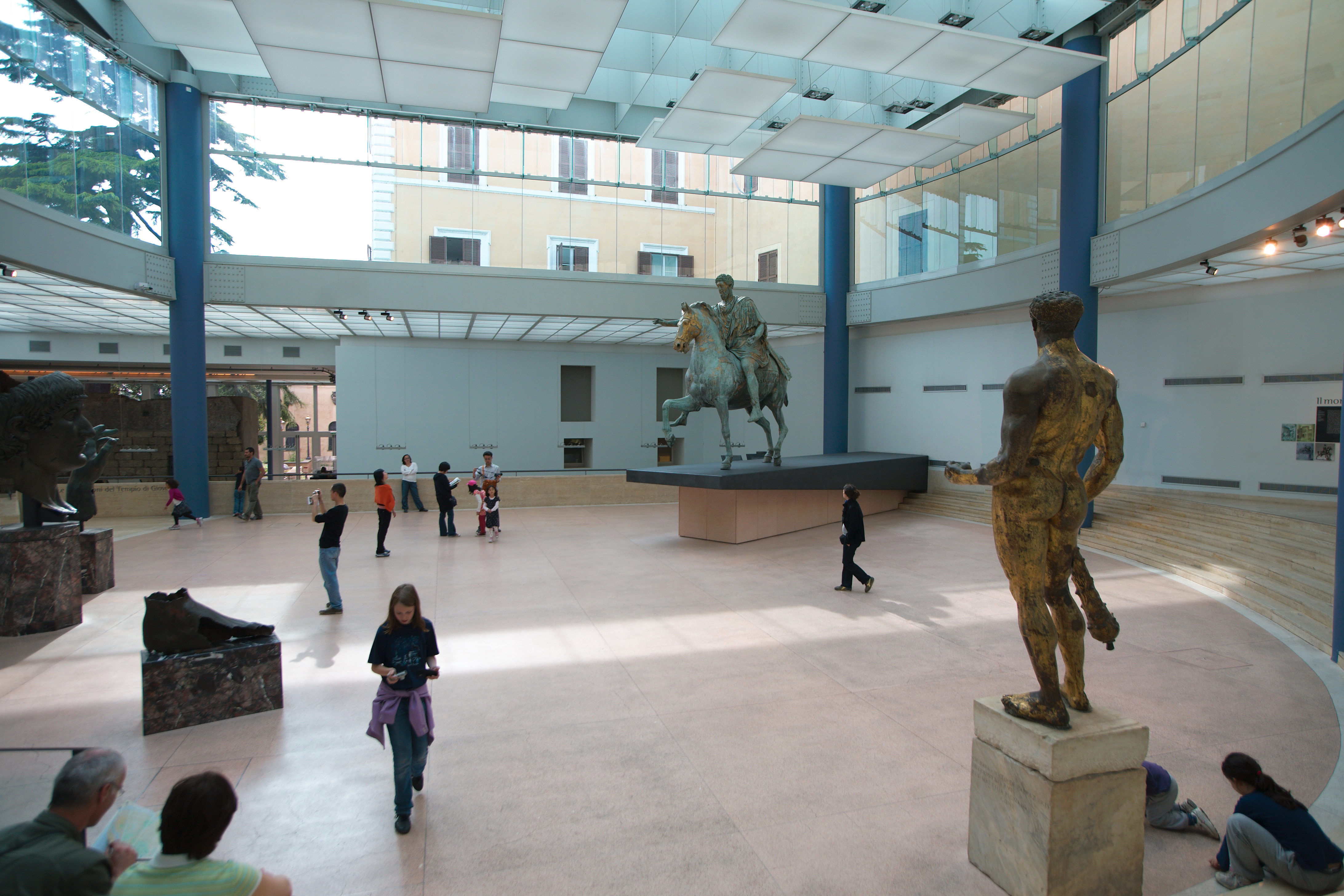
Musei Capitolini, Roma: L'esedra di Marco Aurelio

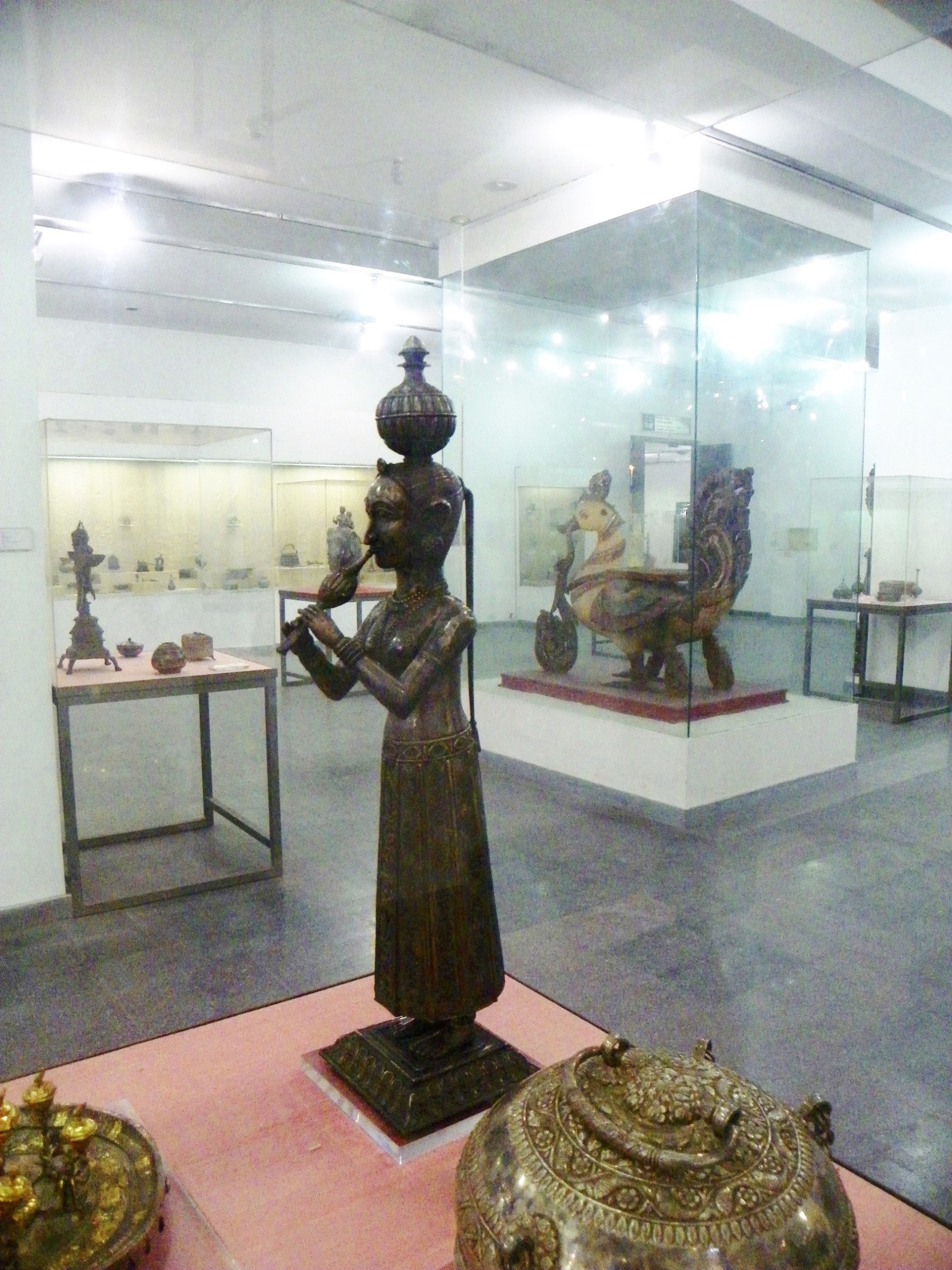
Una sala del Museo Nazionale dell'India, Nuova Delhi

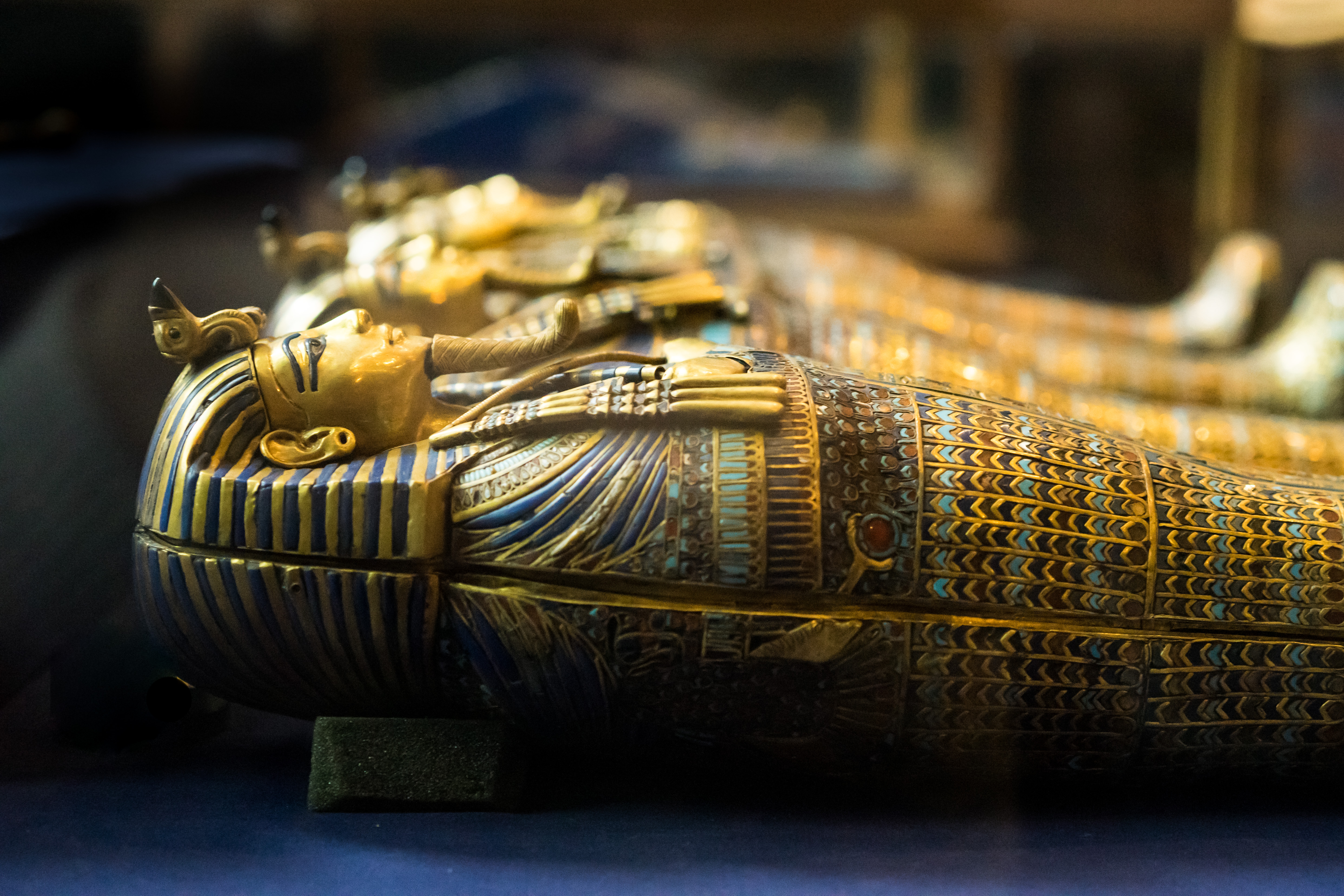
Una sala del Museo Egizio del Cairo

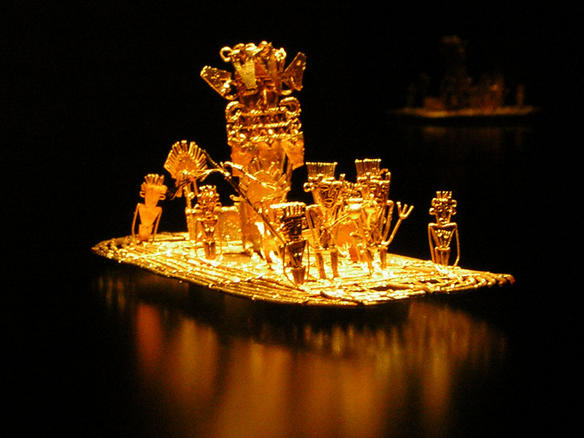
Una sala del Museo de oro, Lima

Il museo archeologico è una struttura museale che espone reperti del periodo che comprende la Preistoria e l'Età antica, sebbene a volte includa produzioni di periodi successivi. Il nucleo fondamentale di numerosi musei archeologici europei e dei paesi del Mediterraneo è costituito da collezioni di reperti dell'età classica greco-romana.
In alcuni musei archeologici, le collezioni esposte sono il risultato di scavi regolari effettuati nella regione in cui sorge il museo, allo scopo di documentarne la storia; in Italia questa seconda tipologia di musei si diffuse dopo l'Unità, anche per rafforzare il senso di identità nazionale. Altri musei archeologici, invece, espongono opere dal valore collezionistico decontestualizzate e non provenienti dal sito d'esposizione, raccolte attraverso acquisti di collezioni private, acquisti sul mercato antiquario, donazioni, appropriazioni a seguito di sequestro, scambi con altre istituzioni. A partire dal 1970 si incentivò il legame tra raccolta archeologica e territorio e si favorì l'istituzione di musei situati vicino all'area degli scavi.
Il primo museo archeologico al mondo, inteso come luogo dove l'arte fosse fruibile da tutti e non solo dai proprietari sono i Musei capitolini di Roma, aperti al pubblico nell'anno 1734, sotto papa Clemente XII.
Un antiquarium si differenzia da un museo archeologico per essere un allestimento provvisorio che espone i reperti ritrovati nel corso di una campagna di scavo effettuata nei dintorni della sede, in attesa di essere destinati ad un museo archeologico; un antiquarium può però anche diventare una struttura stabile, connessa con l'area archeologica da cui ha avuto origine, attrezzata per le visite.
Alcune aree archeologiche sono definite "parchi archeologici" o "musei all'aperto" quando sono attrezzate per la visita al pubblico e comprendono importanti evidenze archeologiche inserite in un contesto di valore storico, paesaggistico o ambientale. 

## Storia
Le radici del museo archeologico si trovano nelle collezioni private di facoltosi nobili o ricchi mercanti europei tra il XV e il XVII secolo, che amavano fare sfoggio di curiosità naturalistiche, rari oggetti d'arte e antichità varie presso ospiti importanti. La provenienza degli oggetti esposti derivava per lo più da acquisti in mercatini, fiere e solo più raramente da ritrovamenti occasionali e sporadici effettuati dal fondatore della stessa collezione.
Fin dal XVII secolo erano stati emanati i primi editti volti a impedire la distruzione e la dispersione dei capolavori e delle testimonianze del passato, in particolare i materiali che si raccoglievano a Roma, da parte dello Stato della Chiesa, con la previsione di severi controlli di polizia sulla conservazione e sul commercio di opere antichità e opere d'arte. Il corpo normativo da parte di tale stato è piuttosto ampio e voluminoso; in particolare il 7 aprile 1820 venne promulgato l'editto del Cardinale Pacca (sotto il pontificato di Pio VII), generalmente riconosciuto come il primo ed organico provvedimento legislativo di protezione dei beni artistici e storici che ispirò provvedimenti analoghi nel Regno di Napoli, in Toscana, nel Lombardo Veneto. Il Regno di Sardegna fu l'unico tra gli Stati che componevano l'Italia preunitaria a non acquisire una normativa di tutela artistica e culturale (ad eccezione della costituzione di una "Giunta di antichità e belle arti" nel 1832, che aveva lo scopo di proporre provvedimenti per la conservazione degli oggetti di antichità e d'arte).
A partire dall'opera di Winckelmann nacque la coscienza del valore del manufatto antico e una periodizzazione degli oggetti esposti. Dalla fine del XVIII secolo infatti le raccolte iniziano ad assumere anche un ruolo prettamente didattico e non più di mera esposizione finalizzata allo stupore e alla meraviglia dei visitatori. Con la nascita del Louvre inoltre si apre la strada alle esposizioni pubbliche, dapprima indifferenziate e solo a partire dal secolo successivo, nell'Ottocento, sempre più settorializzati, grazie anche ai diversi laboratori scientifici che si dotavano di piccole collezioni personali, come gli orti botanici o le raccolte delle intendenze ai beni artistici. Il museo archeologico si sviluppò proprio da queste ultime, acquistando una propria fisionomia e arricchendo le esposizioni con acquisizioni, donazioni, scambi.
In Italia, con le confische dei beni patrimoniali nobiliari e clericali avvenuti con la nascita dello Stato unitario, le intendenze si dotarono anche dei beni confiscati ai grandi ordini religiosi e alle famiglie nobiliari sottoposti al sequestro dei beni. Tuttavia il Regno d'Italia appariva piuttosto superficiale dal punto di vista normativo nei confronti del bene patrimoniale, lasciando libero spazio più alla proprietà privata (come recitava l'art. 29 dello Statuto Albertino) che non al bene pubblico, tutelato da un timido provvedimento con la Legge 2359 del 1865, che prevedeva l'espropriazione dei monumenti in rovina per incuria dei proprietari. Questo perché in sostanza il Regno preferì mantenere in vigore la legislazione dei precedenti Stati preunitari. Il principio dell'interesse pubblico, dell'obbligo di conservazione e dei poteri strumentali della pubblica amministrazione relativamente a beni di interesse artistico, storico, archeologico in Italia infatti sorge dalle prime due leggi in materia, la legge Nasi (L. 185 del 1902) e la legge Rosaldi (L. 364 del 1909). Le più importanti fonti legislative legate ai beni culturali del periodo pre-repubblicano tuttavia furono emesse solo nel 1939, costituite dalle Leggi 1089 e 1497, col primo ed importante tentativo di dare struttura normativa organica e sistematica alla normativa sul patrimonio culturale e paesaggistico italiano.
Dalla commissione Franceschini (1964) in poi si può parlare in Italia di "bene culturale quale bene immateriale di afferenza pubblica in quanto destinato alla fruizione collettiva - indipendentemente dalla proprietà pubblica o privata - quale testimonianza materiale avente valore di civiltà" e a partire dal 1970, con il d.p.r. n°805, nasce il concetto di "valorizzazione" e non più di "tutela".